# Pionosyllis compacta
Pionosyllis compacta är en ringmaskart som beskrevs av Anders Johan Malmgren 1867. Pionosyllis compacta ingår i släktet Pionosyllis och familjen Syllidae. Arten har ej påträffats i Sverige. Inga underarter finns listade i Catalogue of Life.